# Alfred Rojek
Alfred Rojek (* 20. September 1897 in Boguschowitz, Kreis Rybnik (heute Polen); † 12. Dezember 1975 in Berlin) war Jurist, Politiker und Opfer des NS-Regimes.

## Leben
Alfred Rojek besuchte das Gymnasium und studierte anschließend an der Universität Breslau Jura und Staatswissenschaften. Seit 1919 war er Mitglied der katholischen Studentenverbindung Rheno-Palatia Breslau. Später wurde er noch Mitglied der KAV Suevia Berlin. Nach seiner Promotion zum Doktor des Rechts arbeitet er zunächst als Rechtsanwaltsgehilfe. Von 1927 bis 1935 leitete er die Gewerkschaft der Angestellten und war Vorstandsmitglied von Genossenschaften in Oberschlesien. 1930 hatte er ein Mandat der Christlichen Deutschen Volkspartei im Polnischen Sejm und war dann Mitglied des Stadtparlamentes von Kattowitz. Als die Wehrmacht Polen überfiel wurde er inhaftiert. Ab 1940 arbeitete Rojek als Syndikus verschiedener deutscher Industriefirmen und leitete 1942 eine behördliche Bewirtschaftungsstelle.
Im Juli 1944 kam er erneut in Haft. Dann arbeitete Rojek als Landarbeiter, ab 1951 war er Mitglied der Bezirksverordnetenversammlung Berlin-Neukölln für die CDU, später wurde er Mitglied der Berliner Stadtverordnetenversammlung bzw. des Abgeordnetenhauses von Berlin. In den Jahren 1951 bis 1959 war Rojek Bezirksstadtrat für Wirtschaft und Ernährung in Berlin-Neukölln. Er setzte sich zudem sehr für die Rechte der vertriebenen Deutschen ein, zudem war er 1. Vorsitzende des Berliner Landesverbandes der Heimatvertriebenen und Vorstandsmitglied des Bundes der vertriebenen Deutschen. Hier ist er zudem Mitunterzeichner der „Charta der deutschen Heimatvertriebenen“.

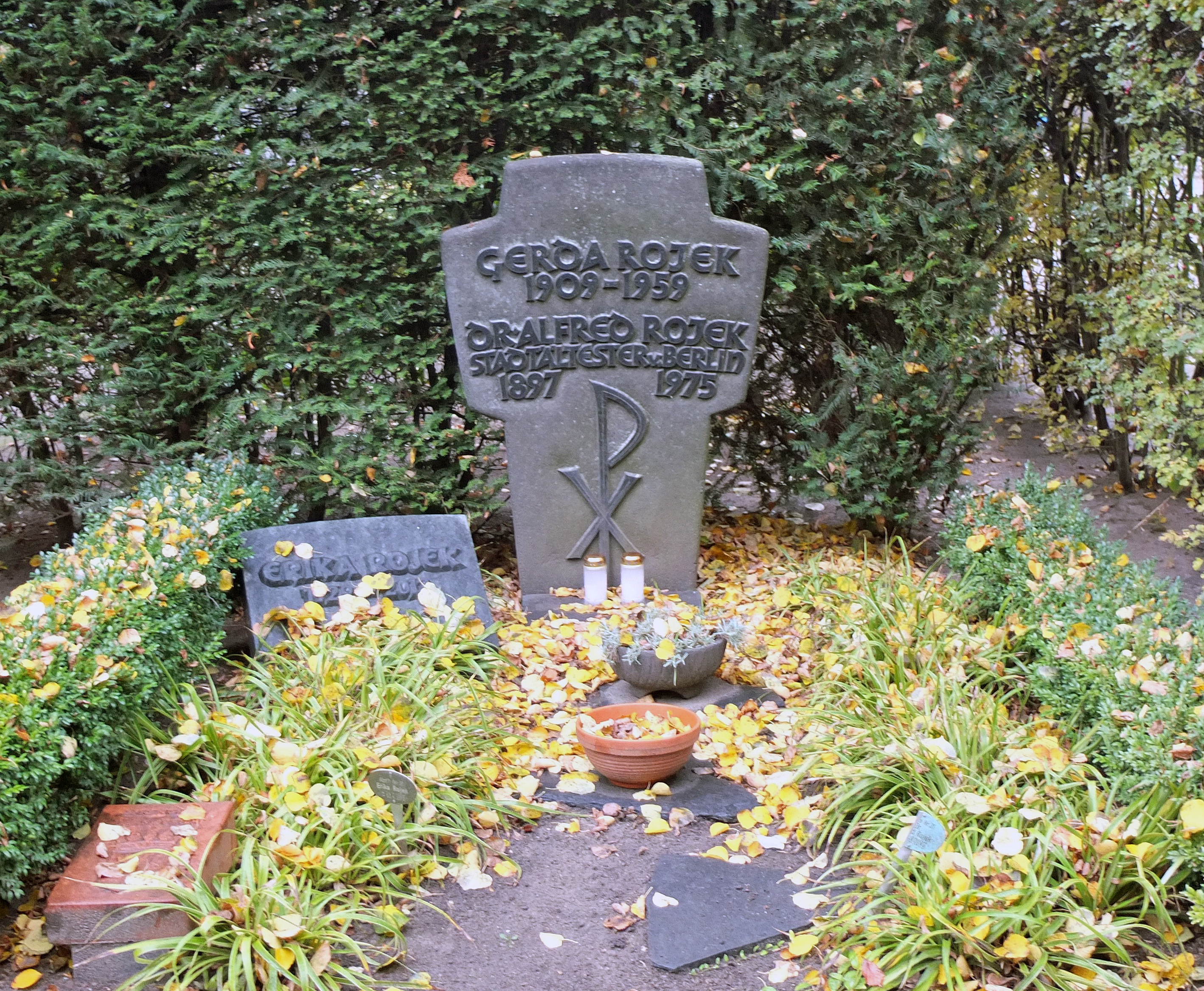
Ehrengrab Alfred Rojeks

## Postume Ehrungen
Straßenbenennung
Alfred-Rojek-Weg in Berlin-Rudow
Ehrengrab der Stadt Berlin
Auf dem Friedhof der Katholischen der St.-Michael-Gemeinde
Stadtältester
Am 1. Dezember 1967 wurde ihm als 146. die Würde des Stadtältesten von Berlin zugesprochen.